# Johann Jakob Bachofen
Johann Jakob Bachofen (Basilea, 22 de diciembre de 1815-ib., 25 de noviembre de 1887) fue un jurista, antropólogo, sociólogo y filólogo suizo, teórico del matriarcado. Fue uno de los principales representantes de la antropología, sobre todo en el estudio del símbolo, específicamente en el mito. Estudió derecho y filosofía en Berlín, fue alumno de Friedrich Schelling y llegó a tomar clases con el historiador Leopold von Ranke.
Las ideas principales que guiaron sus reflexiones antropológicas fueron las relacionadas con las investigaciones sobre antiguas religiones basadas en deidades femeninas y el culto a la fertilidad. Mediante sus investigaciones, Bachofen construyó un complejo interpretativo de los rasgos culturales fundado en una interpretación dualista, por ejemplo, atendiendo a los contrastes entre día y noche, sol y luna, masculino y femenino, etc.
En su obra más célebre, El matriarcado: una investigación sobre la ginecocracia en el mundo antiguo según su naturaleza religiosa y jurídica (1861), planteó que el matriarcado fue el régimen más antiguo y que existió una mitología —de índole femenina— sobre la madre originaria. Para Bachofen, la mitología se basó en lo matriarcal-patriarcal; también estudió la doctrina de la inmortalidad de los órficos.

## Las sociedades matrifocales
Se lo recuerda principalmente por su teoría de las sociedades matrifocales (en alemán, Mutterrecht, que significa literalmente «derecho materno»), título de su fecunda obra El matriarcado: una investigación sobre el carácter religioso y jurídico del matriarcado en el mundo antiguo (1861). El matriarcado presentó una visión radicalmente nueva del papel de la mujer en una amplia gama de sociedades antiguas.
Bachofen recopiló numerosa documentación con el objeto de demostrar que la maternidad es la fuente de la sociedad humana, de la religión, la moralidad y el «decoro», y escribió sobre las antiguas sociedades de Licia, Creta, Grecia, Egipto, la India, Asia central, África del norte y España. Concluyó el trabajo conectando el derecho arcaico de la madre con la veneración cristiana a la Virgen María. Las conclusiones de Bachofen sobre las sociedades matrifocales arcaicas todavía encuentran eco hoy en día.
Hubo poca reacción inicial a la teoría de Bachofen de la evolución cultural, en gran parte debido a su estilo literario impenetrable; pero finalmente despertó una crítica furiosa. El libro inspiró a varias generaciones de etnólogos, filósofos sociales e incluso escritores: Friedrich Engels, que utilizó a Bachofen para El origen de la familia, la propiedad privada y el Estado, Thomas Mann, Erich Fromm, Robert Graves, Rainer Maria Rilke, Lewis Henry Morgan, Jane Ellen Harrison, que se sintió inspirada por Bachofen para dedicar su carrera a la mitología, Joseph Campbell, Otto Gross, Franz Mayr y Julius Evola.
Bachofen propuso cuatro fases de la evolución cultural supuestamente superadas:
1. hetairismo: una fase «telúrica», nómada y salvaje, caracterizada según él por el comunismo y el poliamor. La deidad predominante habría sido una proto-Afrodita terrena;
2. das Mutterrecht: una fase «lunar» matrifocal basada en la agricultura, caracterizada por la aparición de los cultos mistéricos ctónicos y de la ley. La deidad predominante habría sido una temprana Deméter, según Bachofen;
3. la dionisiaca: una fase transitoria en la que las tradiciones se habrían masculinizado a medida que empezaba a emerger el patriarcado. La deidad predominante, el Dionisos original;
4. la apolínea: la fase «solar» patriarcal, en la cual se suprimió todo rastro de la sociedad matrifocal y de pasado dionisíaco y surgió la civilización moderna.

## Influencia posterior
Analizando el punto de vista de Bachofen, Engels concluyó en su obra mencionada que:
1. el ser humano vivió originalmente en un estado de promiscuidad sexual, para describir el cual Bachofen utiliza el erróneo término de «hetairismo»;
2. tal promiscuidad excluye cualquier certeza de la paternidad, por lo que el parentesco solamente se podía remontar en la línea femenina, y ése era originalmente el caso en todos los pueblos de la antigüedad;
3. dado que las mujeres, en tanto que madres, eran los únicos progenitores confirmados de la generación más joven, gozaban del más alto respeto y honor, lo cual, según Bachofen, llevó a la constitución de un gobierno de mujeres (ginecocracia);
4. la transición a la monogamia, por la que la mujer pertenece a un solo hombre, implicó una violación de una ley religiosa primitiva (es decir, realmente una violación del derecho tradicional de los demás hombres a esa mujer) y, para expiar esta violación o comprar la indulgencia por ello, la mujer tuvo que entregarse por un período limitado. (Friedrich Engels, 1891: véase el enlace externo pertinente, más abajo).

Aunque Bachofen aplicó teorías evolutivas al desarrollo de la cultura de una forma que ya no se considera válida, y si bien la arqueología y el análisis literario contemporáneos han invalidado muchos detalles de sus conclusiones históricas,  todos los estudios posteriores sobre el papel de las mujeres en la antigüedad clásica se basan en Bachofen, bien siguiendo la pista de sus conclusiones, bien corrigiéndolas, bien negándolas.
No obstante, en la medida en que sus investigaciones y conclusiones están basadas en una interpretación ciertamente imaginativa de la evidencia arqueológica existente en su tiempo, podría decirse que este modelo nos dice en el fondo tanto sobre el propio tiempo de Bachofen como del pasado remoto que pretendió describir.

## Algunas publicaciones
- De legis actionibus de formulis et de condictione. Disertación en Basilea. Dieterich, Gotinga 1840 (en línea)
- Das Naturrecht und das geschichtliche Recht in ihren Gegensätzen. Basilea 1841. Neudruck: Off. Librorum, Lauterbach 1995, ISBN 3-928406-19-1
- Römisches Pfandrecht. Schweighauser, Basilea 1847. Neudruck: Keip, Goldbach 1997, ISBN 3-8051-0688-2
- Ausgewählte Lehren des römischen Civilrechts. Leipzig 1848. Neudruck: Keip, Goldbach 1997, ISBN 3-8051-0689-0
- Versuch über die Gräbersymbolik der Alten. Basilea 1859
- Oknos der Seilflechter • ein Grabbild • Erlösungsgedanken antiker Gräbersymbolik. Basilea 1859. Neudruck: Beck, Múnich 1923
- Das Mutterrecht: eine Untersuchung über die Gynaikokratie der alten Welt nach ihrer religiösen und rechtlichen Natur. Stuttgart 1861 (en línea)
  - Mutterrecht und Urreligion. Eine Auswahl. Herausgegeben von Rudolf Marx. Kröner: Stuttgart 1927 (versión de bolsillo 52)
  - Das Mutterrecht. Eine Untersuchung über die Gynaikokratie der alten Welt nach ihrer religiösen und rechtlichen Natur. Eine Auswahl. Eds. Hans-Jürgen Heinrichs. Suhrkamp Taschenbücher Wissenschaft n.º 135 9.ª ed. 1997 Suhrkamp, ISBN 3-518-27735-9
- Antiquarische Briefe vornemlich zur Kenntniss der ältesten Verwandtschaftsbegriffe. 2 vols. Trübner, Estrasburgo 1880 & 1886
- Römische Grablampen nebst einigen andern Grabdenkmälern vorzugsweise eigener Sammlung. Basilea 1890
- Gesammelte Werke. Mit Benutzung des Nachlasses herausgegeben von Karl Meuli. Basilea 1943–1967 (ocho volúmenes hasta ahora publicados: I–IV, VI–VIII y X).

## Edición en castellano
- Bachofen, Johann Jakob (1992). El matriarcado: una investigación sobre la ginecocracia en el mundo antiguo según su naturaleza religiosa y jurídica. [Edición incompleta]. Segunda edición. Madrid: Akal. ISBN 978-84-7600-170-7.